# Xuankongsi
 (mars 2015).
Si vous disposez d'ouvrages ou d'articles de référence ou si vous connaissez des sites web de qualité traitant du thème abordé ici, merci de compléter l'article en donnant les références utiles à sa vérifiabilité et en les liant à la section « Notes et références ».
Le monastère suspendu Xuan kong  (chinois simplifié : 悬空寺 ; chinois traditionnel : 懸空寺 ; pinyin : xuánkong sì) est situé à 65 km au sud-est de Datong, dans le xian de Hunyuan, province du Shanxi en Chine. 

## Histoire
Le monastère a été construit en 491. Il est placé en hauteur pour se protéger de la montée des eaux de la rivière située à 50 mètres en contrebas.

## Description
La structure semble reposer sur de fins piliers de bois rouge dressés à la verticale. En réalité, le monastère repose sur des poutres enfoncées à l’horizontale dans la roche. Les piliers ne sont qu’un choix esthétique renforçant la perception d’un site « posé » à flanc de montagne.

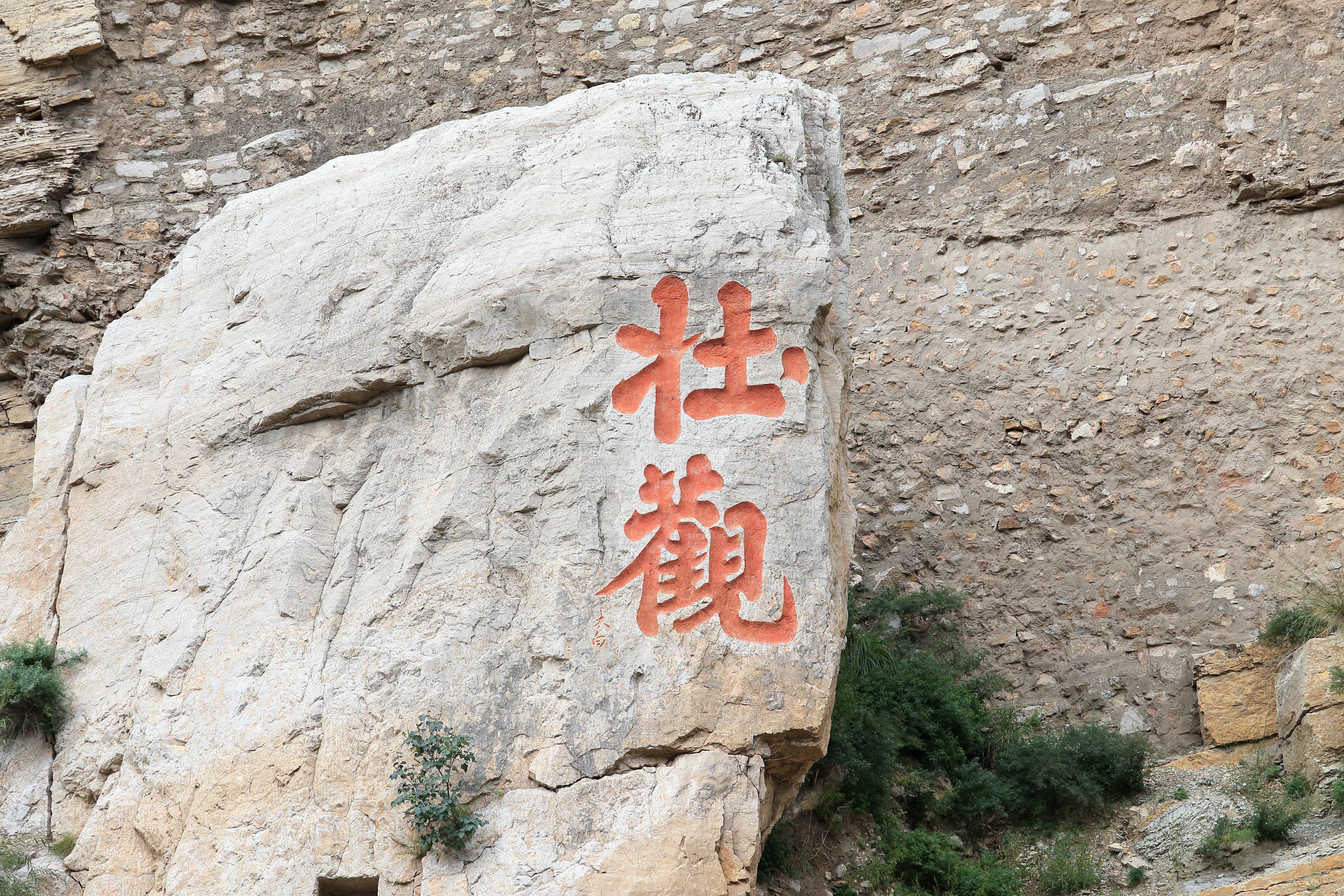
Caractères écrits par le poète Li Bai en 735 sur la falaise du temple.